# Años 1390
Los años 1390 o década del 1390 empezó el 1 de enero de 1390 y terminó el 31 de diciembre de 1399.

## Acontecimientos
- Cortes de Madrid de 1391
- Tamerlán derrota al sultán Ahmad Yalayer y se apodera de Bagdad.

## Personas destacadas
- Clemente VII, antipapa.
- Benedicto XIII de Aviñón, antipapa.